# Шпенге
Шпенге (нем. Spenge) — город в Германии, в земле Северный Рейн-Вестфалия.
Подчинён административному округу Детмольд. Входит в состав района Херфорд. Население составляет 14 847 человека (на 31 декабря 2010 года). Занимает площадь 40,244 км². Официальный код — 05 7 58 032.
Город подразделяется на 5 городских районов: Бардюттингдорф, Хюккер-Ашен, Ленцингхаузен, Шпенге (центр города) и Валленбрюк.

## Религии
67,55% жителей города Шпенге являются протестантами лютеранской веры. 10,07% жителей относятся к католической церкви. Еще в городе живут православные (особенно Русские и Сербы) и также мусульмане (особенно Турки). Есть в городе мусульманская мечеть на улице Равенсбергер Штрассе (Ravensberger Straße), где службы проходят на турецком языке.

## Бургомистры города Шпенге с 1946 года
- 1946—1948: Хайнрих Фрезе (СДПГ)
- 1948—1956: Вальтер Фот (СДПГ)
- 1956—1964: Хайнрих Хильдебранд (СДПГ)
- 1964—1968: Вильгельм Фробёзе (СДПГ)
- 1969—1984: Карл Оберман (Беспартийный)
- 1984—1995: Карл-Хайнц Вигельман (СДПГ)
- 1995—2009: Кристиан Манц (ХДС)
- 2009 — : Бернд Думке (СДПГ)

## Фотографии

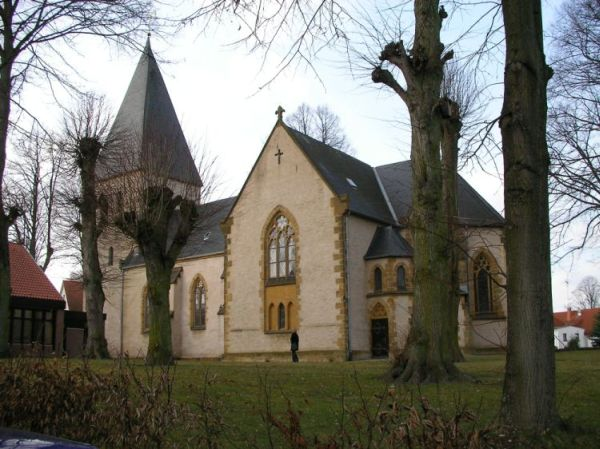
Церковь св. мартина (лютеранская, построена в XIII веку как католическая)
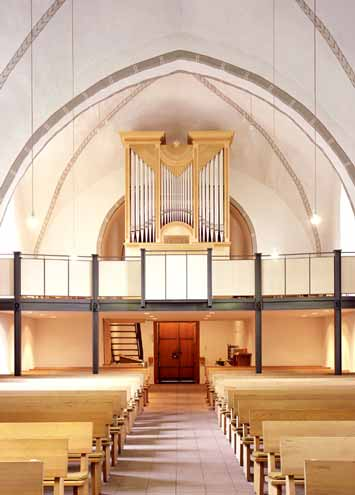
Орган в церкве св. мартина.
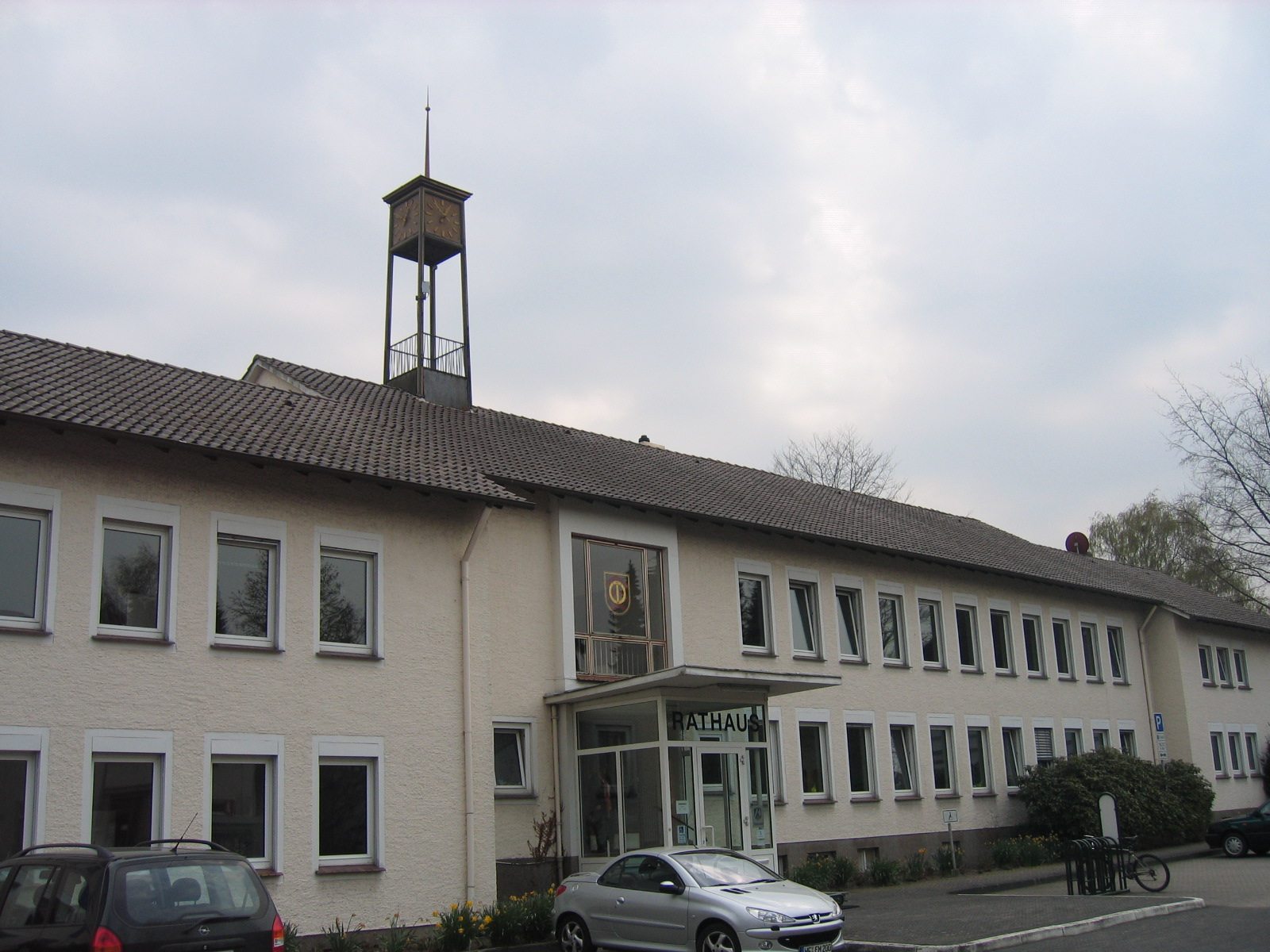
Ратуша города Шпенге
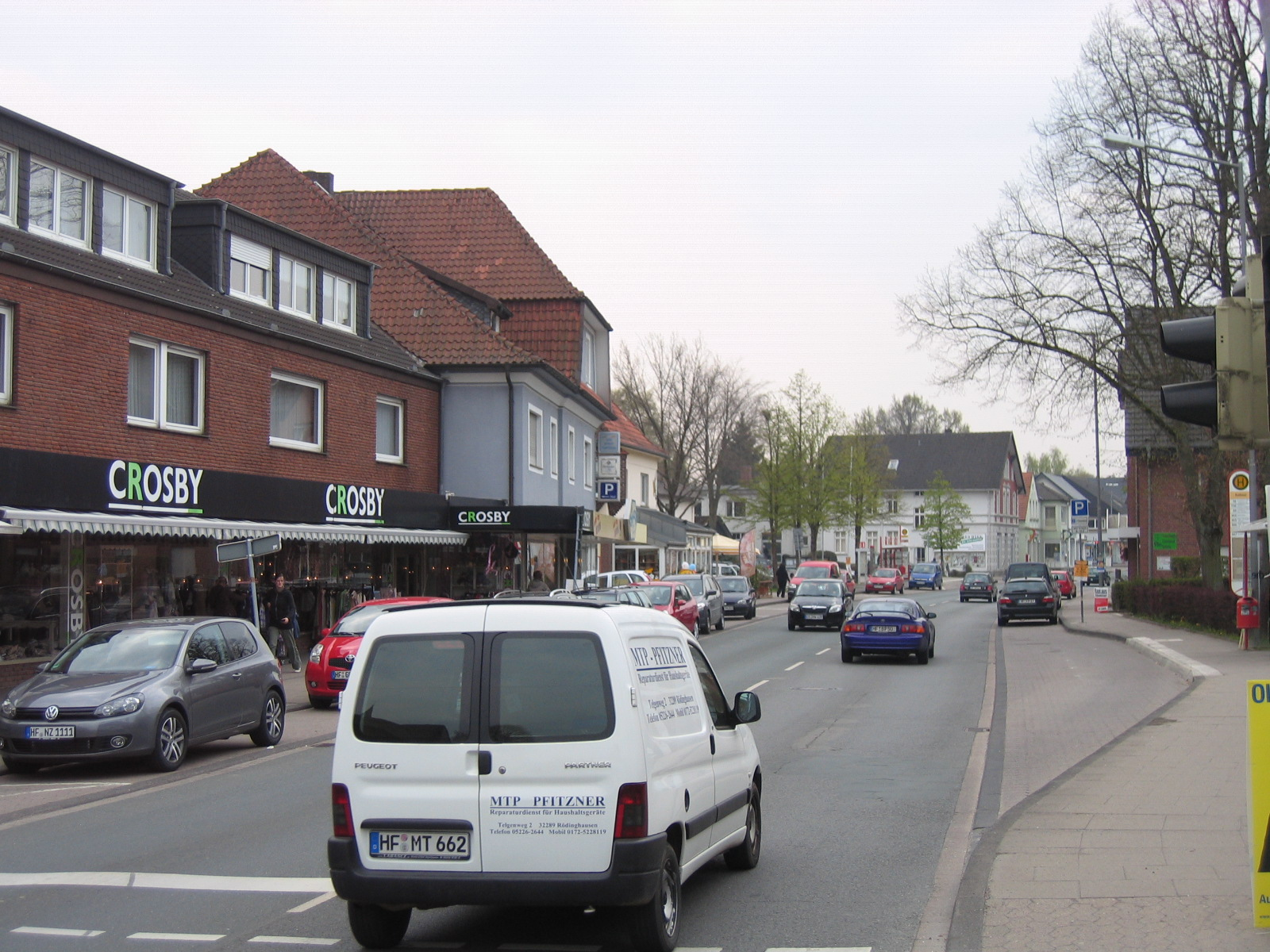
Центральная улица города
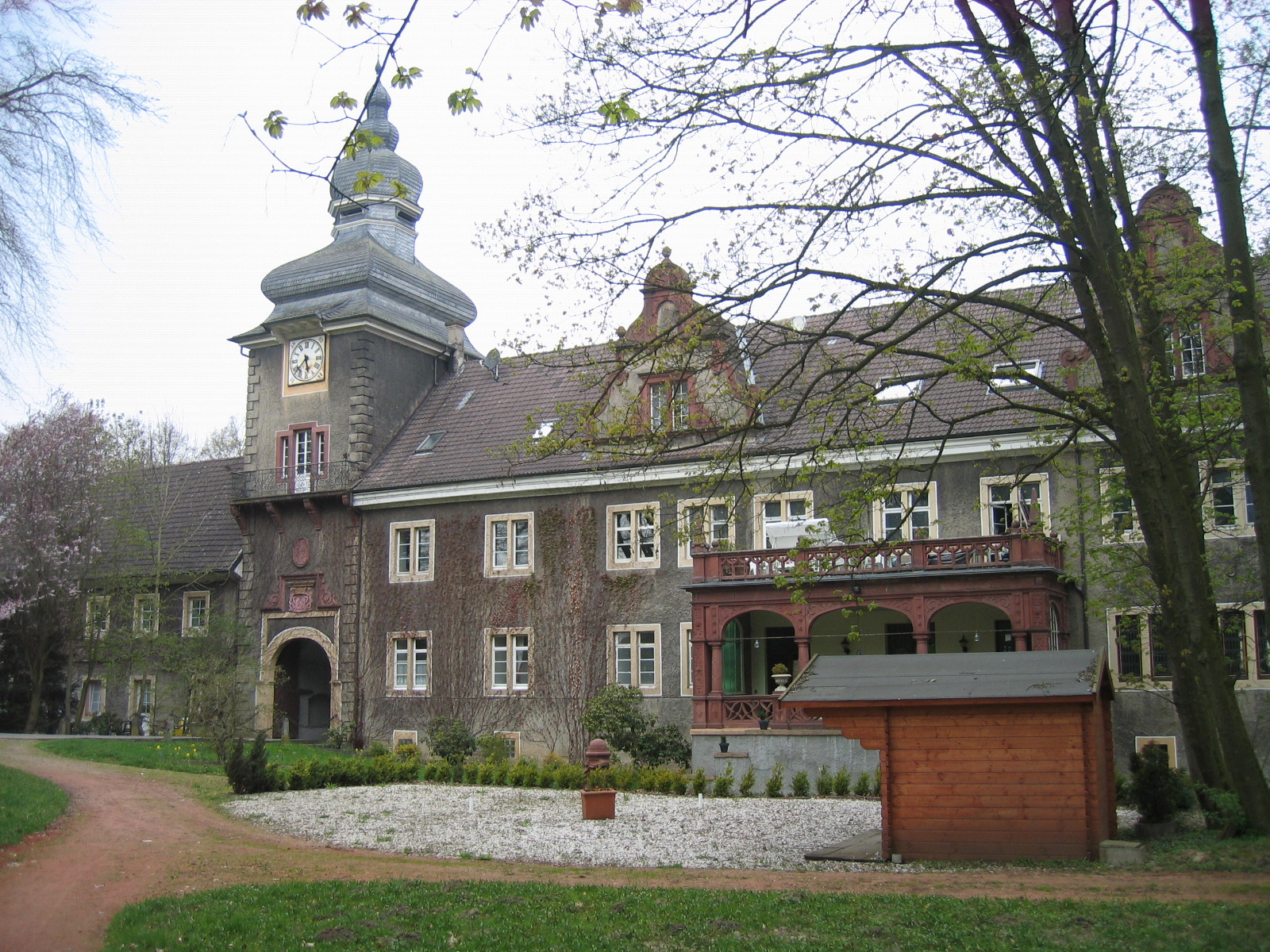
Замок Шлосс Мюленбург
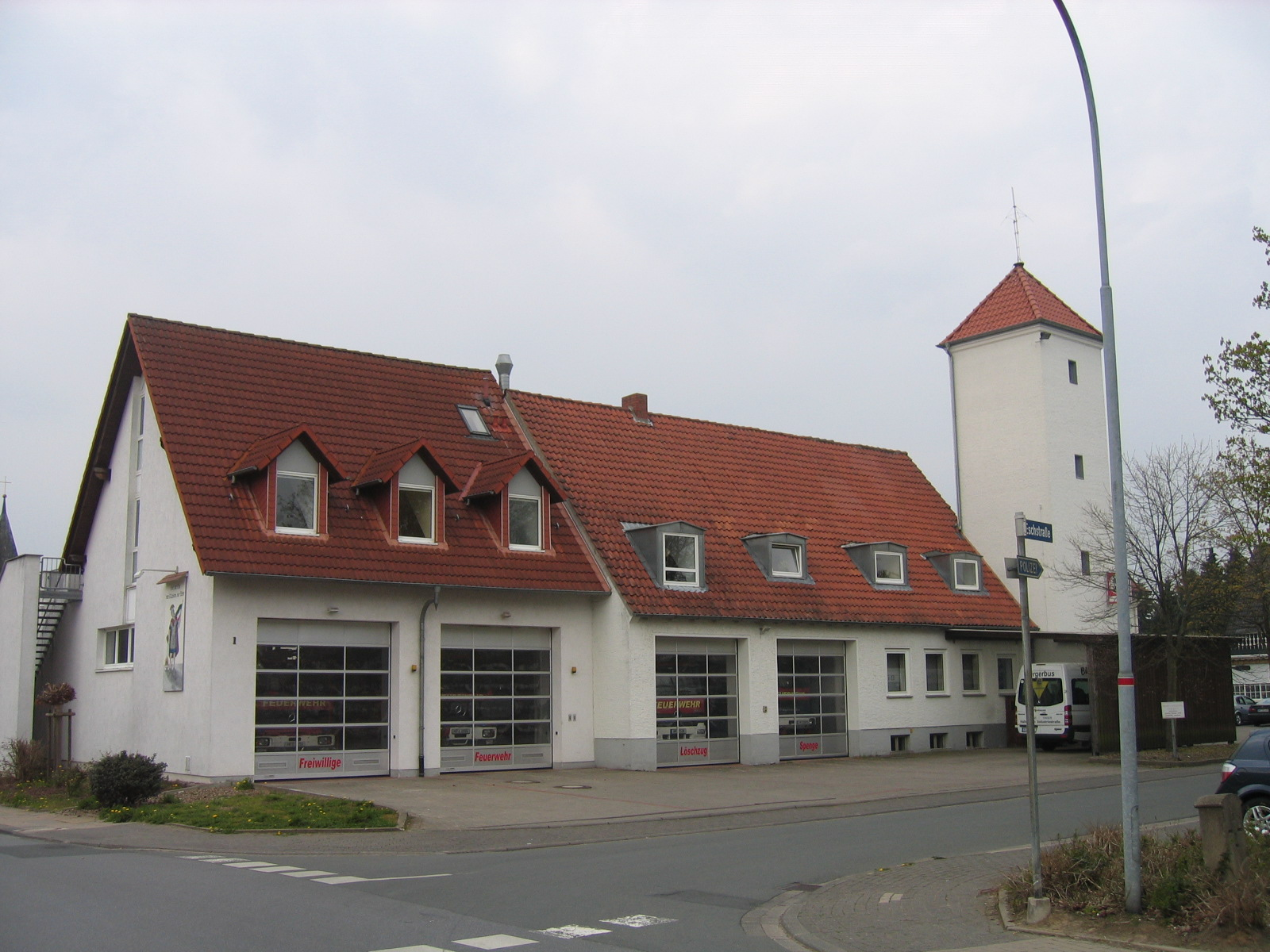
Пожарная станция
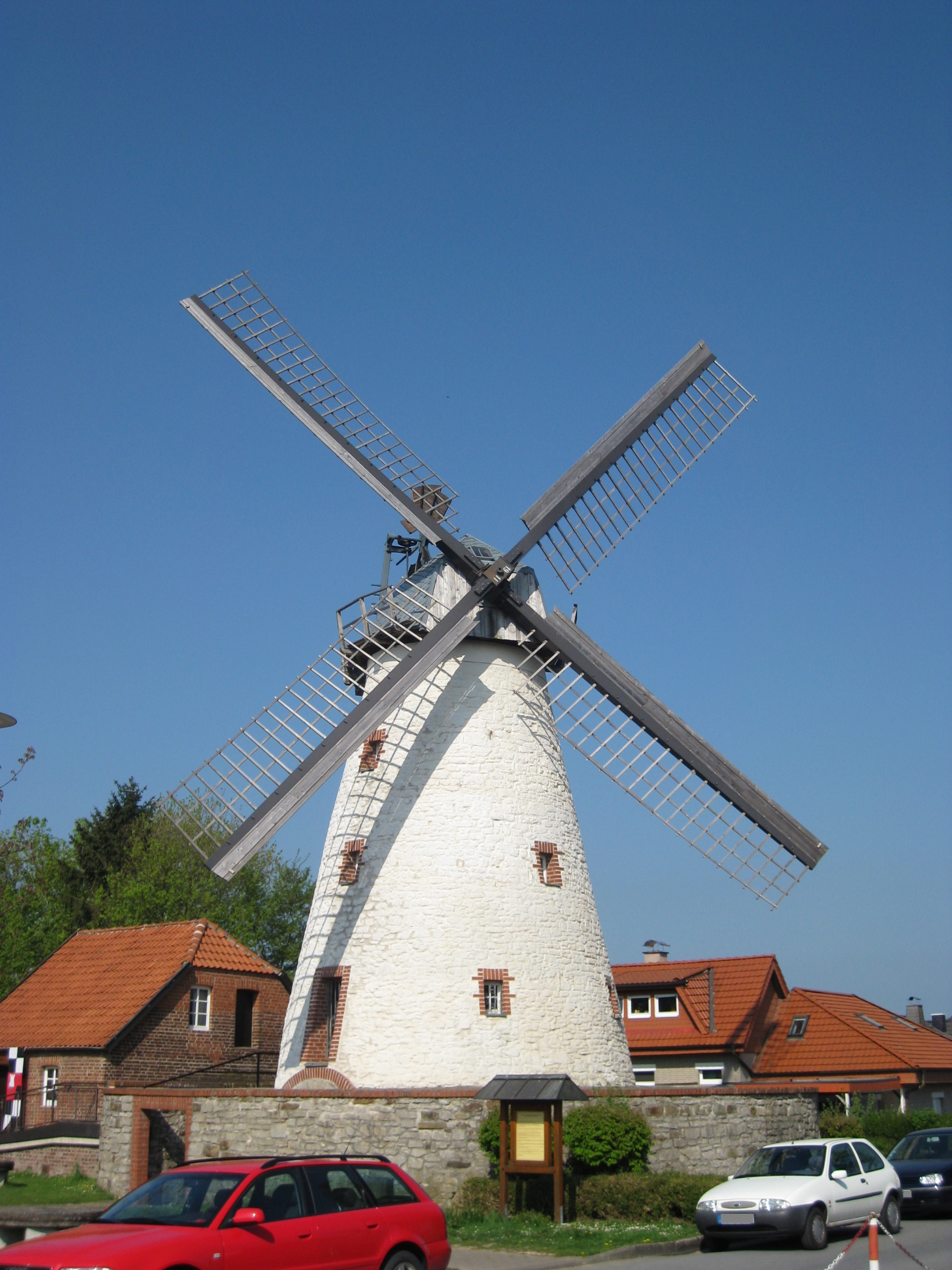
Мельница
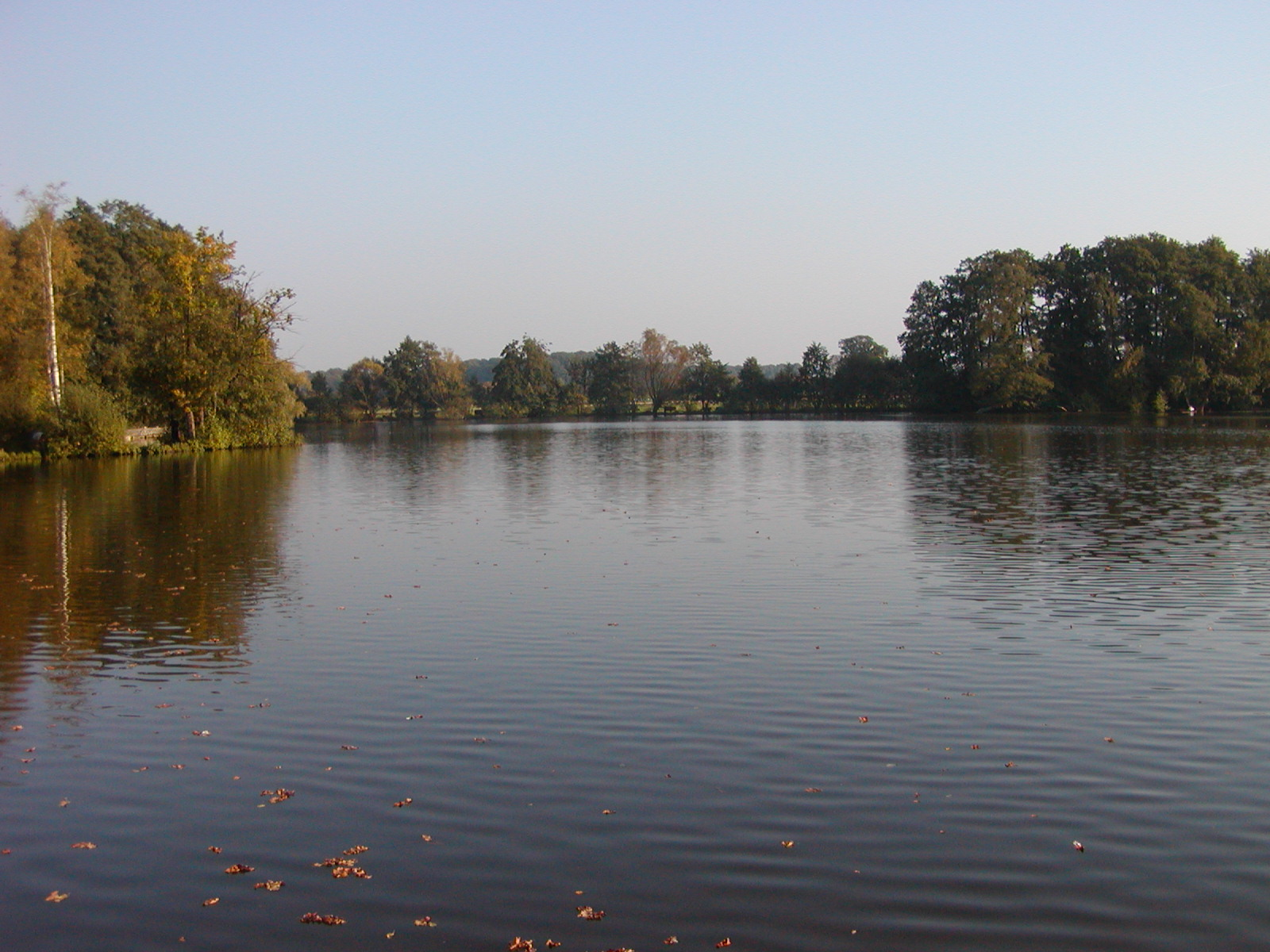
Озеро-болото Хюккер-Мор